# 1801 год в театре
1801 год в театре

## События
- В Санкт-Петербурге император Александр I пожелал увеличить и отделать заново Большой театр, построенный по проекту Людвига Тишбейна в 1783 году. Переделкой театра занимался Жан-Франсуа Тома де Томон, получивший за эту работу звание придворного архитектора.
- 21 апреля — в Триесте премьерой оперы Симона Майра «Гиневра Шотландская[англ.]» открылся Новый театр (архитекторы Джан-Антонио Сельва[англ.] и Маттео Перч[англ.]).
- 13 июня — в Вене представлением оперы «Александр» Франца Тайбера открылся «Театр ан дер Вин», построенный для труппы Эмануэля Шиканедера по проекту Франца Йегера.
- В Калише польский актёр и драматург Войцех Богуславский основал драматический театр.

### Постановки
- 18 января — в Париже, на сцене Театра искусств, состоялась премьера балета Луи Милона на музыку Франсуа Лефевра «Свадьба Гамаша» (Дон Кихот — Жан-Пьер Омер, Китри — Софи Шевиньи, Базиль — Огюст Вестрис, Санчо Панса — Шарль Бопре, Гамаш — Жак Лебель). Постановка продержалась на сцене парижской Оперы около 20 лет и неоднократно возобновлялась в других театрах, в том числе в Петербурге и Москве.
- 17 февраля — в Париже, на сцене Театра Фавар состоялась премьера оперы Этьенна Мегюля на либретто Бенуа Марсолье[англ.] «Вспыльчивый[англ.]». В 1803 году под названием «Вспыльчивый, или Всё невпопад» была поставлена в Москве, на сцене Петровского театра.
- 28 марта — в Вене, на сцене Королевского театра состоялась премьера единственного балета Людвига ван Бетховена «Творения Прометея, или Могущество музыки и танца», либретто и постановка Сальваторе Вигано. Спектакль выдержал 28 представлений.
- 21 апреля — в Триесте, на сцене Театро-Нуово состоялась премьера оперы Симона Майра на либретто Гаэтано Росси «Гиневра Шотландская[англ.]» (Гиневра — Тереза Бертинотти, Ариодант — Луиджи Маркези, Полинессо — Джакомо Давид[англ.]).
- 14 мая — в Лондоне, на сцене Королевского театра[англ.] состоялась премьера балета Шарля Дидло на музыку Чезаре Босси[англ.] «Хензи и Тао».
- 20 мая (?)— в Триесте, на сцене Театро-Нуово состоялась премьера оперы Антонио Сальери «Ганнибал в Капуе[итал.]» (Ганнибал — Луиджи Маркези, Корнелий Сципион — Джакомо Давид[англ.], Публий Сципион — Гаэтано Бьянки, Эмилия — Тереза Бертинотти).
- 11 сентября — в Лейпциге состоялась премьера драмы Фридриха Шиллера «Орлеанская дева».
- Постановка «Марии Стюарт» Фридриха Шиллера в Берлинском королевском театре (Елизавета — Унцельман, Мария — Флекк, Унцельман, Шрузбери — Август Вильгельм Иффланд).
- В Париже, на сцене Театра искусств, состоялась французская премьера оперы Вольфганга Амадея Моцарта «Волшебная флейта».

## Деятели театра
- 29 апреля — немецкий драматург Август фон Коцебу, назначенный по желанию Павла I директором Немецкого театра в Петербурге, после убийства императора вышел в отставку и навсегда покинул Россию.
- Летом директор императорских театров Николай Юсупов приглашает Шарля Дидло возглавить петербургскую балетную труппу; в сентябре, к началу сезона, балетмейстер с семьёй прибывает в Петербург.
- Михаил Щепкин начинает свою актёрскую карьеру в крепостном театре графа Волькенштейна в Курской губернии.
- 6 ноября — граф Николай Шереметев и его бывшая крепостная актриса Прасковья Жемчугова обвенчались в Москве, в церкви Симеона Столпника на Поварской. Во время церемонии присутствовали лишь архитектор Джакомо Кваренги (либо Малиновский?) и подруга невесты, актриса Татьяна Шлыкова-Гранатова.

### Родились
- 6 января, Париж — французская оперная певица, первая исполнительница ряда партий в операх Россини и Обера Лаура Чинти-Даморо.
- 20 января, Лион — французский актёр и поэт Александр Деше.
- 29 января, Вена — австрийский дирижёр и композитор Фердинанд Штегмайер.
- 19 марта, Неаполь — итальянский поэт и драматург, автор почти 40 оперных либретто Сальваторе Каммарано.
- 5 июня, Прага — немецкий поэт и драматург Карл Эгон Эберт.
- 11 августа, Берлин — немецкий оперный певец, актёр, режиссёр, либреттист и театровед Эдуард Девриент.
- 10 сентября, Грац — немецкий оперный певец Франц Эдуард Хизель.
- 23 октября, Берлин — немецкий актёр, певец, композитор и дирижёр, основатель немецкой комической оперы Альберт Лорцинг.
- 3 ноября, Катания, Сицилия — итальянский композитор, автор 11 опер Винченцо Беллини.
- 24 ноября, Париж — французская балерина Лиз Нобле.
- 7 декабря, Вена — австрийский актёр, певец и драматург Иоганн Непомук Нестрой.
- 11 декабря, Детмольд — немецкий драматург Кристиан Дитрих Граббе.

### Скончались
- 11 января, Венеция — итальянский композитор Доменико Чимароза.
- 21 мая, Париж — французский актёр и драматург Николя Одино[фр.].
- 4 июня, Париж — французский актёр и драматург Жозеф Патра[англ.].
- ноябрь — французский актёр, сосьетер «Комеди-Франсез» Даленвиль[фр.].